# Municipio de East Looney
El municipio de East Looney (en inglés: East Looney Township) es un municipio ubicado en el condado de Polk en el estado estadounidense de Misuri. En el año 2010 tenía una población de 1609 habitantes y una densidad poblacional de 19,41 personas por km².

## Geografía
El municipio de East Looney se encuentra ubicado en las coordenadas 37°28′39″N 93°21′40″O / 37.47750, -93.36111. Según la Oficina del Censo de los Estados Unidos, el municipio tiene una superficie total de 82.92 km², de la cual 82.56 km² corresponden a tierra firme y (0.43%) 0.36 km² es agua.

## Demografía
Según el censo de 2010, había 1609 personas residiendo en el municipio de East Looney. La densidad de población era de 19,41 hab./km². De los 1609 habitantes, el municipio de East Looney estaba compuesto por el 97.14% blancos, el 0.87% eran afroamericanos, el 0.37% eran amerindios, el 0.31% eran asiáticos, el 0.06% eran isleños del Pacífico, el 0.37% eran de otras razas y el 0.87% pertenecían a dos o más razas. Del total de la población el 1.8% eran hispanos o latinos de cualquier raza.